# 斯特魯京卡 (阿納尼耶夫區)
47°51′5″N 29°48′50″E / 47.85139°N 29.81389°E
斯特魯廷卡（烏克蘭語：Струтинка）是位於烏克蘭西南部的村莊，由敖德萨州波季利斯克区的阿南伊夫市鎮負責管轄。該村始建於1823年，面積8.2平方公里，海拔高度211米，2001年人口173，人口密度每平方公里210.98人。